# Mala Oleksandrivka, Velîka Oleksandrivka
Mala Oleksandrivka (în ucraineană Мала Олександрівка) este o comună în raionul Velîka Oleksandrivka, regiunea Herson, Ucraina, formată numai din satul de reședință.

## Demografie
Componența lingvistică a comunei Mala Oleksandrivka
     Ucraineană (95,19%)
     Rusă (4,35%)
     Alte limbi (0,06%)
Conform recensământului din 2001, majoritatea populației comunei Mala Oleksandrivka era vorbitoare de ucraineană (95,19%), existând în minoritate și vorbitori de rusă (4,35%).